# Marina grammadenia
Marina grammadenia är en ärtväxtart som beskrevs av Rupert Charles Barneby. Marina grammadenia ingår i släktet Marina och familjen ärtväxter. Inga underarter finns listade i Catalogue of Life.